# Kolhörster (cráter)

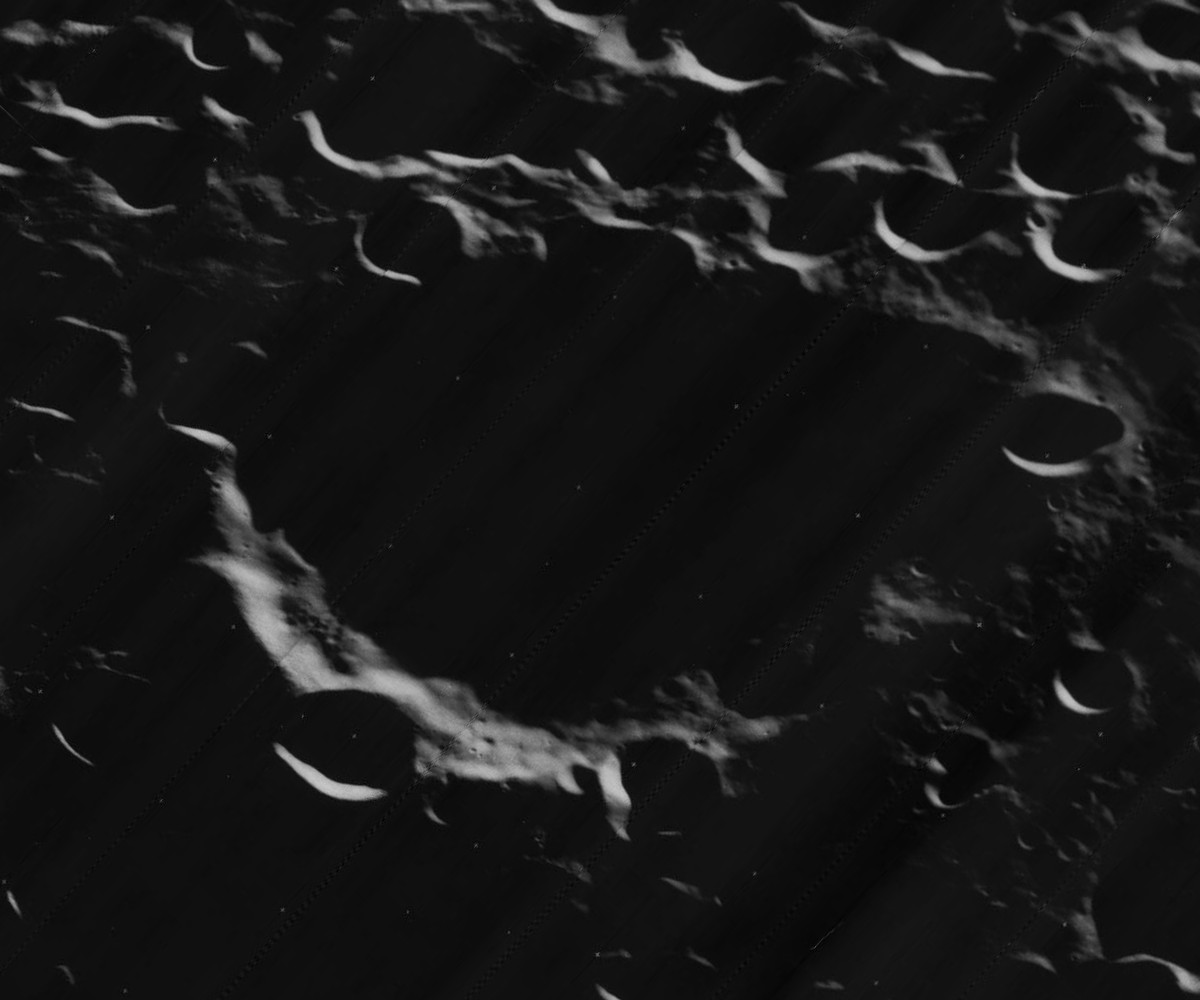
Vista de Kolhörster desde el Lunar Orbiter 5, mirando al oeste, coincidiendo con el paso del terminador.

Kolhörster es un cráter de impacto perteneciente a la cara oculta de la Luna. Se encuentra a un diámetro de distancia al sur-sureste del cráter Kamerlingh Onnes, y al noreste del cráter Michelson. Al sur de Kolhörster se localiza una zona marcada con cadenas de cráteres formadas a partir de impactos secundarios durante la creación de la cuenca de impacto del Mare Imbrium. Alrededor de un diámetro del cráter al sureste se halla la cadena Catena Leuschner, mientras que más al sur aparece la Catena Michelson.
El borde de este cráter está marcado en varios lugares por pequeños impactos. Solamente la parte oeste-noroeste está relativamente libre de estas marcas. El borde noreste presenta un aspecto ligeramente indentado en el interior del cráter, donde el suelo es relativamente nivelado y con solo unos pequeños cráteres que marcan la superficie.